# Episodi di Wild Bill Hickok (sesta stagione)
La sesta stagione della serie televisiva Wild Bill Hickok è andata in onda negli Stati Uniti dal 4 settembre 1955 al 27 novembre 1955 in syndication.
| nº | Titolo originale         | Prima TV USA      |
| -- | ------------------------ | ----------------- |
| 1  | Outlaw's Portrait        | 4 settembre 1955  |
| 2  | Buckshot Comes Home      | 11 settembre 1955 |
| 3  | The Music Teacher        | 18 settembre 1955 |
| 4  | The Golden Rainbow       | 25 settembre 1955 |
| 5  | Old Cowboys Never Die    | 2 ottobre 1955    |
| 6  | Blake's Kid              | 9 ottobre 1955    |
| 7  | Treasure Trail           | 16 ottobre 1955   |
| 8  | Battle Line              | 23 ottobre 1955   |
| 9  | Ambush                   | 30 ottobre 1955   |
| 10 | The Hideout              | 6 novembre 1955   |
| 11 | Ghost Town Lady          | 13 novembre 1955  |
| 12 | The Mountain Men         | 20 novembre 1955  |
| 13 | Return of Chief Red Hawk | 27 novembre 1955  |

## Outlaw's Portrait
- Diretto da:
- Scritto da:

### Trama
- Interpreti: Guy Madison (U.S. Marshal Wild Bill Hickok), Andy Devine (vice Marshal Jingles P. Jones), Dorothy Patrick (Terry Williams), John Ridgely (Lawyer Downey), I. Stanford Jolley, Ferris Taylor (Frank Williams), William Fawcett (Doc Parker), John Parrish (Gang Leader), Dick Rich (scagnozzo), John L. Cason (scagnozzo Gillis), Lee Roberts (Leach)

## Buckshot Comes Home
- Diretto da:
- Scritto da:

### Trama
- Interpreti: Guy Madison (U.S. Marshal James Butler 'Wild Bill Hickok), Andy Devine (vice Marshal Jingles P. Jones), Rayford Barnes (Al), Iron Eyes Cody (Big Joe), John Damler (Chuck), Don C. Harvey (Barstow), Robert Hyatt (Little Joe), Paula Kent (Mary Lake)

## The Music Teacher
- Diretto da:
- Scritto da:

### Trama
- Interpreti: Guy Madison (U.S. Marshal 'Wild Bill Hickok), Andy Devine (vice Marshal Jingles), Ginny Jackson (Ellen Johnson), William Ching (Jim), Richard Karlan (professor Lindel), Don Garrett (scagnozzo Blake), Keith Richards (scagnozzo Tom), Burt Wenland (Fred), Kem Dibbs, Bob McElroy (cittadino)

## The Golden Rainbow
- Diretto da:
- Scritto da:

### Trama
- Interpreti: Guy Madison (U.S. Marshal Wild Bill Hickok), Andy Devine (vice Marshal Jingles), Raymond Hatton (Moses Martin), Lucien Littlefield (Zeb), Elizabeth Slifer (Abigail), Tom Monroe (Reno Lane), John Beradino (Ed Farnum), Parke MacGregor (Assayer Walsh)

## Old Cowboys Never Die
- Diretto da:
- Scritto da:

### Trama
- Interpreti: Guy Madison (U.S. Marshal Wild Bill Hickok), Andy Devine (vice Marshal Jingles), Dick Foran (Matt Clements), Raymond Hatton (Herman), Fuzzy Knight (Zeke), Charles Fredericks (Lait Blackton), Robert Filmer (Doc Hanson), Bill Catching (Fred), Herman Hack (cittadino), Jack Low (cittadino)

## Blake's Kid
- Diretto da:
- Scritto da:

### Trama
- Interpreti: Guy Madison (U.S. Marshal Wild Bill Hickok), Andy Devine (vice Marshal Jingles), Guinn 'Big Boy' Williams (Tulsa Jack), Tommy Ivo (Jimmy Blake), Barbara Woodell (Mrs. Blake), Tim Sullivan (Ed Blake), G. Pat Collins (	negoziante Wiggins), John Merton (scagnozzo Riggs), William Pullen (scagnozzo Sloan), Ray Jones (cittadino)

## Treasure Trail
- Diretto da:
- Scritto da:

### Trama
- Interpreti: Guy Madison (U.S. Marshal 'Wild Bill Hickok), Andy Devine (vice Marshal Jingles Jones), Harry Lauter (Ed Stevens), Linda Danson (Joan Bryant), Ray Walker (Frank Owens), Bert Bradley (Tim Stevens), Thom Carney (scagnozzo Utah), Wayne Mallory (scagnozzo Fred), Keith Richards (Dutton)

## Battle Line
- Diretto da:
- Scritto da:

### Trama
- Interpreti: Guy Madison (U.S. Marshal Wild Bill Hickok), Andy Devine (vice Marshal Jingles Jones), Fuzzy Knight (Reb Johnson), Earle Hodgins (Mule Sawyer), William Haade (Orleans), Don Mathers (Vic Hall), James S. Wilson (Jason)

## Ambush
- Diretto da:
- Scritto da:

### Trama
- Interpreti: Guy Madison (U.S. Marshal Wild Bill Hickok), Andy Devine (vice Marshal Jingles Jones), Charles Chaplin Jr. (Russell), Jonathan Seymour (Braddock), John Eldredge (sceriffo), Stanley Andrews (Clem Morgan), David Cross (Grant Morgan), Robert Bice (Miles), Joseph J. Greene (Thompson)

## The Hideout
- Diretto da:
- Scritto da:

### Trama
- Interpreti: Guy Madison (U.S. Marshal James Butler 'Wild Bill Hickok), Andy Devine (vice Marshal Jingles P. Jones), Terry Frost (Dakota), Frank Hagney (Carl), Henry Rowland (Hiatt), Joel Smith (Trent), Philip Van Zandt (Baron)

## Ghost Town Lady
- Diretto da:
- Scritto da:

### Trama
- Interpreti: Guy Madison (U.S. Marshal Wild Bill Hickok), Andy Devine (vice Marshal Jingles), Isa Ashdown (Barbara / Bobbie), Earle Ross (Josh Boone), John Damler (Frank Wilson (Vic in credits)), Burt Wenland (Art (Wilson in credits)), James Alexander (Vic (Art in credits)), Bob J. Human (Engineer Lewis Warren)

## The Mountain Men
- Diretto da:
- Scritto da:

### Trama
- Interpreti: Guy Madison (U.S. Marshal James Butler 'Wild Bill Hickok), Andy Devine (vice Marshal Jingles P. Jones), Claudia Barrett (Ellie), William Bryant, Donald Kerr (Mountain Man), Henry Kulky (King), Wayne Mallory (Jeff Stratton), Paul Sorensen (Marc), Charles Wilcox (Wrestler)

## Return of Chief Red Hawk
- Diretto da:
- Scritto da:

### Trama
- Interpreti: Guy Madison (U.S. Marshal Wild Bill Hickok), Andy Devine (vice Marshal Jingles), Larry Chance (Little Wolf), George Chandler, G. Pat Collins (Sam), Don Marlowe, 'Little Billy' Rhodes (Pinkie), Frank J. Scannell, David Street (giovane uomo), Wally Vernon (Smiley), Alan Wells (Red Hawk)